# Világot látok
A Világot látok (eredeti cím: Please Stand By) 2017-ben bemutatott amerikai vígjáték-drámafilm Ben Lewin rendezésében, Michael Golamco azonos című 2008-as rövid színműve alapján, aki a forgatókönyvet is írta. A főszerepben Dakota Fanning, Toni Collette, Alice Eve, River Alexander és Patton Oswalt látható, forgalmazója pedig a Magnolia Pictures. Miután a filmet különböző filmfesztiválokon bemutatták, 2018. január 26-án egyszerre került a mozikba és a Video on Demand platformra.
Fiatal autista nő elszökik otthonából, hogy 450 oldalas kéziratát beadhassa a Paramount Pictures „Star Trek” történetírói versenyére.

## Cselekmény
Wendy (Dakota Fanning) - egy zseniális fiatal autista nő, aki a Star Trek-re van kattanva - rutinos életet él Oakland-ben, egy csoportos otthonban, ahol fő gondozója, Scottie (Toni Collette) felügyeli. Idejét egy 450 oldalas Star Trek forgatókönyv megírásával tölti - aminek a történetét saját maga találja ki - hogy azzal benevezzen a Paramount Pictures forgatókönyvíró versenyére a 100.000 dolláros díj megnyerésének reményében. 
Wendyt meglátogatja nővére, Audrey (Alice Eve), aki képeket mutat Wendynek kislányáról, Rubyról, és elárulja, hogy eladja a gyerekkori otthonukat. Wendy megkéri Audrey-t, hogy vigye haza, és hadd lakjon náluk, azzal érvelve, hogy vissza tudja majd vásárolni a házat, és segíteni tud Audrey-nak Ruby gondozásában, ha megnyeri a forgatókönyvíró versenyt. Audrey visszautasítja, és közli Wendyvel, hogy ő nem lenne képes gondoskodni egy kisbabáról.  Wendy érzelmileg kiborul ettől, és Audrey sírva hagyja el a csoport szobáját.
Miután Wendy önhibáján kívül lekési a postára adás határidejét (Wendy arra számított, hogy Audrey elviszi őt a postahivatalba, hogy leadhassa a forgatókönyvét). Wendy ekkor úgy dönt, hogy személyesen fogja átadni a forgatókönyvet a Paramount Picturesnek. 
Másnap korán reggel elhagyja a csoportot, és csak az otthon kis kutyája, Pete követi. Wendy és Pete felszállnak egy Los Angeles felé tartó buszra, de miután Pete lehugyozza a buszt, leszállítják őket. Wendy ezután egy nyomornegyedbe téved, ahol egy szimpatikus fiatal pár kirabolja, és a pénze nagy részét elveszik. Ezután egy közeli boltba megy, ahol az alkalmazott majdnem kicsalja az utolsó pénzét is. Egy Rose nevű idős nő (Marla Gibbs) közbelép, hogy megakadályozza az alkalmazottat a naiv Wendy kizsákmányolásában. Rose szimpatizál Wendyvel, mivel az unokája szintén autista, és megengedi Wendynek, hogy vele utazzon őt az idősek távolsági buszán. A buszsofőr útközben elalszik a volánnál, és a busz balesetet szenved.
A buszbalesetet követően Wendy egy kórházban ébred fel Bakersfieldben. Wendy még mindig eltökélt, hogy a terv szerint leadja a forgatókönyvet, ezért otthagyja Pete-et a kórházban, és megszökik. Menekülése közben Wendy elveszíti a forgatókönyv lapjainak egy részét, amit a szél szétfúj. Összeszed némi használt papírt, amit talál és elkezdi fejből újra leírni a forgatókönyv hiányzó lapjait. 
Ezzel egyidejűleg Audrey és Scottie észreveszik, hogy Wendy eltűnt. Elkezdik keresni, majd bejelentik a rendőrségen, mint eltűnt személyt. Miután helyesen következtetnek arra, hogy Wendy Los Angelesbe távozott, hogy személyesen adja át a forgatókönyvét, Scottie és fia, Sam útnak indulnak. A bakersfieldi kórház értesíti Scottie-t és Audrey-t Wendy hollétéről; a rendőrség onnan folytatja a keresést. Scottie és Sam a kórházi helyszín átfésülése közben  megtalálja a forgatókönyv hiányzó lapjait és összeszedik. Sam útközben elkezdi olvasni és jónak találja.
Wendy ezután megpróbál buszjegyet venni Los Angelesbe, de nem tud, mert nincs pénze. Végül a következő, Los Angelesbe tartó buszon elrejtőzik a csomagtérben. Los Angelesbe érkezve Wendy addig bolyong, amíg két rendőr fel nem ismeri őt az eltűnt személyek bejelentése alapján. Wendy egy sikátorba menekül, de szerencsére Frank rendőr (Patton Oswalt) elnyeri Wendy bizalmát azzal, hogy klingonul válaszol neki, és közli vele, hogy ő egy „lovag”, aki felesküdött rá, hogy meg fogja védeni.
A rendőrök elviszik Wendyt a rendőrőrsre, ahol újra találkozik Audreyval és Scottie-val. Elviszik Wendyt a Paramount Pictures kapujához, hogy a terveinek megfelelően leadhassa a forgatókönyvet. Ide egyedül megy be.
Wendy észrevétlenül eloson a biztonsági ellenőrzés mellett, és a leadó irodába veszi az irányt. Ott azonban egy mereven gondolkozó alkalmazott közli vele, hogy a forgatókönyveket csak postai úton tudják fogadni, személyes leadásra nincs mód. Wendy megkérdezi, hogy a postai úton beérkezett írások hova kerülnek, és amikor az alkalmazott megmutatja neki, látja, hogy egy egyszerű bedobónyílásra mutat, ami mögött a többi forgatókönyv is ott van, mert még nem kezdték meg az elolvasásukat. Wendy rákérdez az alkalmazottnál, tudja-e az ő nevét, és amikor az nemmel válaszol, Wendy a bedobónyíláshoz rohan, és betuszkolja rajta a forgatókönyvet. Így az bekerül a rendszerbe, megtalálására és eltávolítására nincs mód.
Elégedetten, hogy teljesítette küldetését, Wendy kijön a stúdióból, és közli a nővérével, hogy azért tette ezt, hogy bebizonyítsa, sokkal rátermettebb, mint Audrey gondolta. 
Wendy visszatér a csoportos otthonba, ahol később levelet kap a Paramount Pictures-től, amelyben tájékoztatják, hogy a forgatókönyvét nem választották ki, de jónak tartják és arra bátorítják, hogy folytassa az írást. A filmstúdió elutasítása ellenére Wendy elégedett mindazzal, amit elért. 
Wendy meglátogatja Audrey-t gyermekkori otthonukban, és először tartja karjában unokahúgát, Audrey pedig átöleli Wendyt.

## Szereplők
| Színész             | Szerep                                | Magyar hang     |
| ------------------- | ------------------------------------- | --------------- |
| Dakota Fanning      | Wendy                                 | Földes Eszter   |
| Toni Collette       | Scottie, Wendy gondozója az otthonban | Spilák Klára    |
| Alice Eve           | Audrey, Wendy nővére                  | Zsigmond Tamara |
| River Alexander     | Sam, Scottie fia                      | Jakab Márk      |
| Patton Oswalt       | Frank, klingonul beszélő rendőrtiszt  | Elek Ferenc     |
| Marla Gibbs         | Rose, idős hölgy                      | Zsolnai Júlia   |
| Michael Stahl-David | Jack                                  | Pásztor Tibor   |
| Jessica Rothe       | Julie                                 | Andrádi Zsanett |
| Tony Revolori       | Nemo                                  |                 |
| Jacob Wysocki       | férfi ápoló                           | Orbán Gábor     |
| Stephanie Allynne   | női ápoló                             |                 |
| Robin Weigert       | Doyle rendőrtiszt                     |                 |
| Denise Dowse        | Doris, a buszsofőr                    | Bókai Mária     |
| Laura Innes         | 1-es számú jegykezelő                 |                 |

## Bemutató
Világpremierje 2017. október 27-én volt az Austin Filmfesztiválon. A mozikban 2018. január 26-án, Video on Demand platformon pedig 2018. május 1-jén mutatta be a Magnolia Home Entertainment.

## Bevétel
A Világot látok az Amerikai Egyesült Államokban és Kanadában 9868 dollárt, más területeken pedig 396 864 dolláros bevételt ért el, világszerte összesen 406 732 dollárt gyűjtött. A DVD/Blu-ray kiadásaiból származó bevétel 140 269 dollár lett.

## Fordítás
- Ez a szócikk részben vagy egészben  a   Please Stand By című angol Wikipédia-szócikk fordításán alapul.  Az eredeti cikk szerkesztőit annak laptörténete sorolja fel. Ez a jelzés csupán a megfogalmazás eredetét és a szerzői jogokat jelzi, nem szolgál a cikkben szereplő információk forrásmegjelöléseként.